# ハーキム (称号)
ハーキム（アラビア語: حاكم, ラテン文字転写: Ḥākim）は、イスラム世界における君主号（君主の称号）のひとつ。他の称号と同様に、イスラム圏では名前としても使われる。

## 概要
ハーキムとは、「支配者、知事、裁判官」という意味を持ち、君主号として現在でも使われている国がある。
なお、類似の単語にハキームحكيم（Hakīm）があり、アルファベットではどちらもHakimと表記されることがあるが、聡明な、賢い、医師などを意味する別の言葉であり、混同に注意を要する。

## かつてハーキムを使用していた国
- カタール - 1868年にバーレーンから独立した当時のサーニー家の元首の称号はハーキムであったが、1971年のイギリスからの独立時に首長（アミール）となった。
- クウェート - クウェート首長国時代（1752年 - 1961年）はハーキムであったが、1961年のイギリスからの独立時に正式に首長（アミール）となった。
- バーレーン - バーレーン首長国時代（1783年 - 1971年）までは元首職が首長（ハーキム）であり、1971年には首長（アミール）に改称し、2002年には首長制が廃止され王制となり、称号も国王（マリク）となった。